# Цаєн
Цаєн (нім. Zeihen) — громада  в Швейцарії в кантоні Ааргау, округ Лауфенбург.

## Географія
Громада розташована на відстані близько 80 км на північний схід від Берна, 10 км на північ від Аарау.
Цаєн має площу 6,9 км², з яких на 8,6% дозволяється будівництво (житлове та будівництво доріг), 50,7% використовуються в сільськогосподарських цілях, 40,5% зайнято лісами, 0,3% не є продуктивними (річки, льодовики або гори).

## Демографія
2019 року в громаді мешкало 1175 осіб (+20,1% порівняно з 2010 роком), іноземців було 17,4%. Густота населення становила 171 осіб/км².
За віковим діапазоном населення розподілялося таким чином: 21,2% — особи молодші 20 років, 64% — особи у віці 20—64 років, 14,8% — особи у віці 65 років та старші. Було 493 помешкань (у середньому 2,4 особи в помешканні).
Із загальної кількості 279 працюючих 83 було зайнятих в первинному секторі, 62 — в обробній промисловості, 134 — в галузі послуг.